# Viviennea
Viviennea is een geslacht van vlinders van de familie spinneruilen (Erebidae), uit de onderfamilie Arctiinae.

## Soorten
- V. ardesiaca Rothschild, 1909
- V. dolens Druce, 1904
- V. euricosilvai Travassos, 1954
- V. flavicincta Herrich-Schäffer, 1855
- V. griseonitens Rothschild, 1909
- V. gyrata Schaus, 1920
- V. moma Schaus, 1905
- V. momyra Gaede, 1928
- V. salma Druce, 1896
- V. superba Druce, 1883
- V. tegyra Druce, 1896
- V. zonana Schaus, 1905